# Motyxia porrecta
Motyxia porrecta är en mångfotingart som beskrevs av Ottis Robert Causey och Tiemann 1969. Motyxia porrecta ingår i släktet Motyxia och familjen Xystodesmidae. Inga underarter finns listade i Catalogue of Life.